# Figi ai Giochi della XX Olimpiade
Le Figi parteciparono ai Giochi della XX Olimpiade che si sono svolti a Monaco di Baviera dal 26 agosto all'11 settembre 1972, con due rappresentanti iscritti complessivamente a quattro gare dell'atletica leggera. Portabandiera fu il mezzofondista Usaia Sotutu. Fu la quarta partecipazione di questo paese ai Giochi estivi. Non fu conquistata nessuna medaglia.